# الکساندر ساوانچوک
الکساندر ساوانچوک (اوکراینی: Олександр Володимирович Саванчук؛ زادهٔ ۹ اکتبر ۱۹۸۲) بازیکن فوتبال اهل اوکراین است.
از باشگاه‌هایی که در آن بازی کرده‌است می‌توان به باشگاه فوتبال استال آلچفسک اشاره کرد.